# San Carlos (Salta)
Pour les articles homonymes, voir San Carlos.
La ville de San Carlos est le chef-lieu du département de San Carlos, de la province de Salta, en Argentine. Elle se trouve dans les vallées Calchaquies, à 24 km de Cafayate.

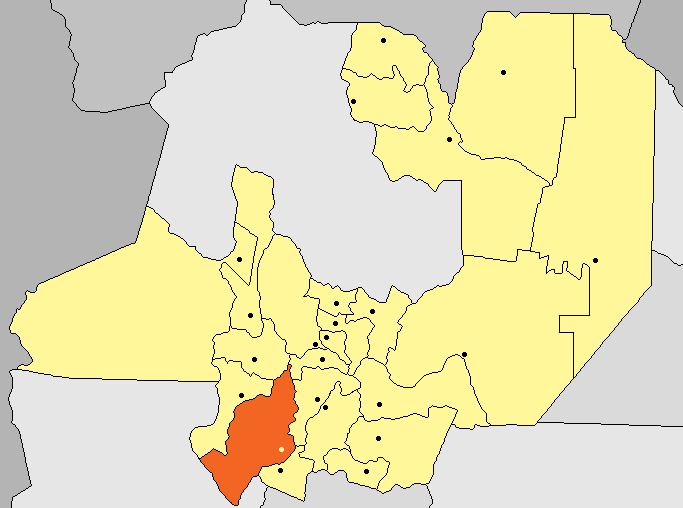
Situation de la ville au sein du département de San Carlos dans la province de Salta